# Vesna Radović
Vesna Radović (Mostar, 7 de setembro de 1954) é uma ex-handebolista profissional iugoslava, naturalizada austríaca, medalhista olímpica.
Vesna Radović fez parte da geração medalha de prata em Moscou 1980, com 3 partidas. Em 1984, já naturalizada jogou pela equipe austríaca, com cinco partidas.